# لونغ برانش
لونغ برانش (بالإنجليزية: Long Branch, New Jersey)‏ هي مدينة تتبع مقاطعة مونموث . بلغ عدد سكانها 31340 نسمة تبلغ مساحتها 16.284005 كيلومتر مربع. ورمزها البريدي هو 07740 .

## الموقع
تشترك في الحدود مع:
- مونموث بيتش.

## المناخ
يظهر الجدول التالي التغييرات المناخية على مدار السنة للونغ برانش:
| البيانات المناخية لـلونغ برانش    | البيانات المناخية لـلونغ برانش | البيانات المناخية لـلونغ برانش | البيانات المناخية لـلونغ برانش | البيانات المناخية لـلونغ برانش | البيانات المناخية لـلونغ برانش | البيانات المناخية لـلونغ برانش | البيانات المناخية لـلونغ برانش | البيانات المناخية لـلونغ برانش | البيانات المناخية لـلونغ برانش | البيانات المناخية لـلونغ برانش | البيانات المناخية لـلونغ برانش | البيانات المناخية لـلونغ برانش | البيانات المناخية لـلونغ برانش |
| الشهر                             | يناير                          | فبراير                         | مارس                           | أبريل                          | مايو                           | يونيو                          | يوليو                          | أغسطس                          | سبتمبر                         | أكتوبر                         | نوفمبر                         | ديسمبر                         | المعدل السنوي                  |
| --------------------------------- | ------------------------------ | ------------------------------ | ------------------------------ | ------------------------------ | ------------------------------ | ------------------------------ | ------------------------------ | ------------------------------ | ------------------------------ | ------------------------------ | ------------------------------ | ------------------------------ | ------------------------------ |
| متوسط درجة الحرارة الكبرى °ف (°م) | 39.8 (4.3)                     | 42.4 (5.8)                     | 48.9 (9.4)                     | 58.5 (14.7)                    | 68.1 (20.1)                    | 77.4 (25.2)                    | 82.7 (28.2)                    | 81.5 (27.5)                    | 75.4 (24.1)                    | 64.8 (18.2)                    | 55.0 (12.8)                    | 44.9 (7.2)                     | 61.7 (16.5)                    |
| المتوسط اليومي °ف (°م)            | 32.5 (0.3)                     | 34.8 (1.6)                     | 40.9 (4.9)                     | 50.3 (10.2)                    | 59.9 (15.5)                    | 69.4 (20.8)                    | 75.0 (23.9)                    | 74.0 (23.3)                    | 67.5 (19.7)                    | 56.4 (13.6)                    | 47.4 (8.6)                     | 37.9 (3.3)                     | 53.9 (12.2)                    |
| متوسط درجة الحرارة الصغرى °ف (°م) | 25.2 (−3.8)                    | 27.2 (−2.7)                    | 32.9 (0.5)                     | 42.1 (5.6)                     | 51.7 (10.9)                    | 61.5 (16.4)                    | 67.3 (19.6)                    | 66.5 (19.2)                    | 59.6 (15.3)                    | 48.0 (8.9)                     | 39.7 (4.3)                     | 30.8 (−0.7)                    | 46.1 (7.8)                     |
| الهطول إنش (مم)                   | 3.59 (91)                      | 3.03 (77)                      | 3.84 (98)                      | 4.20 (107)                     | 3.95 (100)                     | 3.58 (91)                      | 4.68 (119)                     | 4.81 (122)                     | 3.67 (93)                      | 4.00 (102)                     | 3.77 (96)                      | 4.01 (102)                     | 47.13 (1٬197)                  |
| متوسط الرطوبة النسبية (%)         | 64.9                           | 62.0                           | 61.0                           | 62.3                           | 66.5                           | 70.8                           | 70.1                           | 71.5                           | 71.6                           | 69.6                           | 67.5                           | 65.6                           | 67.0                           |
| المصدر: PRISM                     |                                |                                |                                |                                |                                |                                |                                |                                |                                |                                |                                |                                |                                |

## أعلام
- هانا ماري بوفير بيترسون
- لويس نيكسون
- تشارلز أسا فرنسيس
- جون أ. كولينز
- بروس سبرينغستين